# Alonso de la Vera Cruz
Padre Alonso de la Veracruz (Caspueñas, 1507 – Città del Messico, 1584) è stato un teologo spagnolo.

## Biografia
Padre agostiniano, perfeziona gli studi in teologia nell'Università di Salamanca.
Nel 1536 viene inviato dal superiore in Messico per ampliare le conoscenze del Nuovo Mondo. Diventerà uno dei più importanti teologi del suo tempo.
Fu uno dei primi professori dell'Università del Messico, fondata nel 1551, e partecipò al primo incontro dell'ateneo assumendone l'insegnamento di Teologia.
Alfonso fu allievo di Francisco de Vitoria e redasse diverse e approfondite riflessioni in favore dei diritti umani dei popoli nativi americani.

## Opere
- Recognitio Summularum (1554)
- Dialectica Resolutio cum textu Aristotelis (1554)
- Physica speculatio (1557)
- De dominio infidelium et iusto bello
- Speculum conjugiorum (1572). In quest'opera il padre indaga sulla importante questione della validità del matrimonio degli indios.